# North Vacherie
North Vacherie est une census-designated place située dans la communauté de Vacherie, paroisse de Saint-Jacques, en Louisiane, aux États-Unis.

## Histoire
À l'époque de la Louisiane française, le lieu était un domaine réservé à l'élevage et à la traite des vaches. Par la suite, cet endroit fut divisé en deux territoires communaux, North Vacherie (Vacherie du Nord) et South Vacherie (Vacherie du Sud).

## Géographie
Le territoire communal de North Vacherie est situé le long du fleuve Mississippi. Sa superficie est de 30 km2.